# Регина (минеральная вода)
Минеральный родник «Регина» (укр. Мінеральне джерело «Регіна») — родник природной гидрокарбонатной столовой минеральной воды, который располагается в 3 километрах от села Житники Мурованокуриловецкого района Винницкой области Украины. В Винницкой области имеется 5 источников минеральной воды.
Также на гербе Мурованокуриловецкого района изображен «золотой дом», который был построен на месте природного источника «Регина».

## История

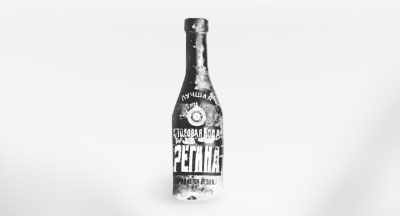
Первая бутылка воды «Регина», начало XX века.

### История
Минеральная вода «Регина» берет свое начало с XIX века, а точнее с 1898 года, когда она впервые началась разливаться.
После Октябрьской революции про источник надолго забыли, вода не разливалась. Только в 1946 году был проведен повторный анализ минеральной воды, но он не дал результатов и про данную воду снова забыли. В начале 50-х годов XX века краевед Л. И. Шипович записал воспоминания старожилов об целебном источнике.
Лишь в 1960 году решением местного правительства было принято решение о использовании источника воды «Регина» и начато строительство завода в Мурованых Куриловцах, который начал свою деятельность в 1962 году.

## Мурованокуриловецкий завод минеральной воды «Регина»
Завод, который разливает минеральную воду «Регина», находится в пгт. Мурованые Куриловцы по улице Заводская, д. 18.
Завод начал вою деятельность в 1962 году.
За 2008 год производство воды снизилось на 1,35 % до 19,152 млн грн..

## Международное признание и награды

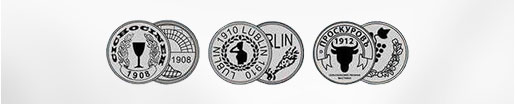
Награды воды «Регина»

До 1917 года вода «Регина» пользовалась широким спросом в России, она поставлялась до императорского стола, также поставлялась в зарубежные страны: Германию, Францию, Польшу, Румынию, Австрию. Награды, которые были получены на международных выставках и конкурсах:
- В 1902 году на выставке в Варшаве вода «Регина» получила похвальный лист.
- Награждена двумя серебряными медалями в 1908 году в Цюрихе, в категории «натуральных минеральных вод».
- Награждена медалью в 1910 году на выставке в Любляне.
- В 1912 году на сельскохозяйственной выставке в Проскуров получила медаль.
- На выставках достижений народного хозяйства СССР получила положительные отзывы в Киеве (1986 год) и Москве (1987 год).
- На выставке в Киеве в 2003 году признана экологически чистой водой.
- Получила диплом и знак качества «высшая проба» национальной имиджевой программы «Лидер ХХI века» в 2004 году.

## Химический состав
Согласно Постановлению Кабинета министров Украины № 456 от 7 марта 2000 года месторождение минеральной воды «Регина» отнесено ко II категории месторождений (месторождений редких минеральных подземных вод).
Минеральная вода «Регина» обладает богатым химическим составом, в который входит натрий, который необходим для функционирования клеток организма, поддерживает водный баланс, играет важнейшую роль в деятельности почек, также калий, который нормализует артериальное давление, способствует укреплению и уменьшает вероятность кальцирования (образованию «бляшек») сосудов, магний, который принимает участие в формировании соединительной ткани, костей человека и регуляции нормальной работы нервной системы, серебро, которое содержится в минеральной воде, отвечает за формирование иммунной системы, а также обеспечивает гибель патогенных микроорганизмов, который могут находиться в организме человека. Общая минерализация варьируется от 0,4 до 1 грамма на литер. Также вода содержит кремниевые кислоты, растворенный углекислого газа и кислород. Также данная вода рекомендована для использования при мочекаменной болезни.

## Состав
- Общая минерализация: 400—1000 мг/л
- Кальций (Ca++): <150 мг/л
- Магний (Mg++): <50 мг/л
- Натрий (Na+): <100 мг/л
- Гидрокарбонаты (HCO3-): 200—600 мг/л
- Хлориды (Cl-): <50 мг/л
- Сульфаты (SO4--): <50 мг/л
- Калий (K+): <100 мг/л
- Серебро (Ag): <0.0003 мг/л